# تقييم عالمي لموارد الغابات

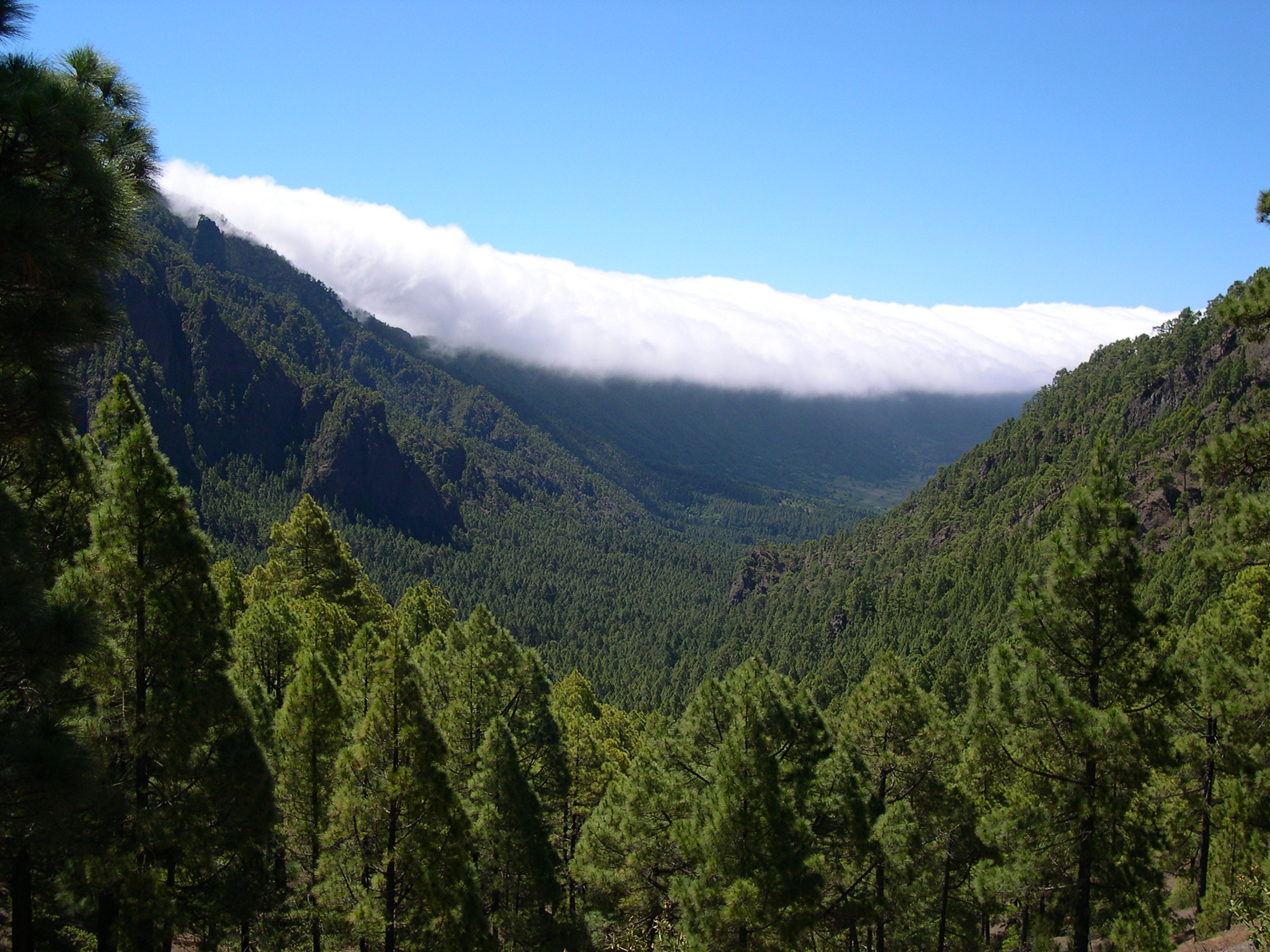
منتزه كالديرا دي تارورينتي الوطني، لا بالما، جزر الكناري (إسبانيا).

يتم تحضير التقييم العالمي لموارد الغابات (بالإنجليزية: Global Forest Resources Assessment)‏، من قبل منظمة الأغذية والزراعة، وهو محاولة لتقديم نهج متكامل لوصف الغابات في العالم وكيف تتغير. يستند هذا التقييم على مصدرين أساسين للبيانات: التقارير التي يعدها المراسلون الوطنيون والاستشعار عن بعد الذي تقوم بها منظمة الأغذية والزراعة جنباً إلى جنب مع نقاط الاتصال الوطنية والشركاء الإقليميين. وقد تغير نطاق التقييم بانتظام منذ أول تقييم نشر في عام 1948م. ويتم حالياً نشر تقييم كل 5 سنوات.